# Ferryhill Station
Ferryhill Station – wieś w Anglii, w hrabstwie Durham. Leży 12 km na południe od miasta Durham i 365 km na północ od Londynu.